# Grup Ferrer
El Grup Ferrer (castellà: Grupo Ferrer) és una multinacional catalana que agrupa diverses empreses del sector químic, farmacèutic i alimentari.

## Història
Va ser fundat el 1959 com a Laboratoris Ferrer per Carles Ferrer Salat, i el 1970 va adquirir l'empresa Trommsdorff GmbH a Alemanya, on també es va inaugurar una nova fàbrica el 1975. El 1976 es va crear Exquim SA, i el 1978, Interquim SA. El 1977 es va inagurar el Centre de Recerca Ferrer Internacional.
El 2019, el grup va facturar vora 670.000.000 d'euros, un 5% més que l'any anterior, i va obtenir uns guanys de 10 milions d'euros. El 2020 tenia 1.850 treballadors, mentre que el 2018 s'acostava als 2.500.

## Principals companyies
- Ferrer Internacional SA
- Laboratoris Novag SA
- Laboratoris Robert SA
- Ferrer Farma SA
- Ferrer inCode SL
- Tarbis Farma SL
- Laboratoris OTC Ibérica SA
- Laboratorios Gelos SL
- Bioprojet-Ferrer SL
- Brainpharma SL
- Oncnosis-Pharma AIE.
- Laboratorios Farmagelos SL
- Axon Neurosearch SL
- Megafort Pharma SL
- Trommsdorff GmbH (Alemanya)
- Exquim SA (química fina i additius alimentaris/suplements)
- Interquim SA (Farmaquímica/síntesi)
- Medir Ferrer y Cía SA (intermedis per a Química industrial)
- Zoster SA (processos extractius/fermentació)
- Chemical Link Generics SL (comercialització principis actius farmacèutics)
- Beniquim SA (Productes naturals - Marroc)
- Iproa SL
- Hunan Bottech Co Ltd (Xina)
- Hubei Sanren Bio-tech Co Ltd (Xina)

- Ferrer Alimentación SA (ingredients alimentaris)